# Szabolcs Huszti
Szabolcs Huszti [ˈsɒboltʃ ˈhusti] (* 18. April 1983 in Miskolc) ist ein ehemaliger ungarischer Fußballspieler. Der Mittelfeldspieler war von 2004 bis 2010 ungarischer Nationalspieler und stand zuletzt (seit Januar 2018) beim Fehérvár FC (vormals Videoton FC und Vidi FC) unter Vertrag, wo er im Juni 2020 seine Karriere beendete. In der deutschen Bundesliga war Huszti bei Hannover 96 und Eintracht Frankfurt engagiert.

## Karriere

### Vereine

#### Karrierebeginn in Ungarn (bis 2005)
Als 14-Jähriger ging Huszti mit seinem Vater zu einem Probetraining beim Ferencvárosi Torna Club und wurde in die Jugendmannschaft aufgenommen. Da er aber im 170 Kilometer von Budapest entfernten Tapolca wohnte, trainierte er dort nur einmal in der Woche, die anderen Tage weiterhin mit seiner alten Mannschaft.
In Budapest erhielt er seinen ersten Profivertrag. Mit Ferencváros gewann er 2003 den ungarischen Pokal und wurde in der Saison 2003/04 ungarischer Meister. Von Februar bis Juni 2004 war er an den FC Sopron verliehen und bestritt in dieser Zeit auch sein erstes Länderspiel.

#### Wechsel nach Frankreich (2005–2006)
2005 wechselte er zum FC Metz in die französische Ligue 1. In der folgenden Saison bestritt er 18 Spiele und erzielte dabei ein Tor; der Verein stieg wegen Lizenzentzugs jedoch in die Ligue 2 ab.

#### Hannover 96 (2006–2009)
Nach dem Zwangsabstieg wechselte Huszti zu Hannover 96. Im DFB-Pokal gegen Dynamo Dresden konnte er einen Eckball direkt verwandeln. Am 8. November 2006 erzielte er das 1:0-Siegtor zum ersten Bundesligasieg von Hannover 96 bei Bayern München. Darüber hinaus sorgte Huszti am 27. September 2008 durch einen direkt verwandelten Freistoß für einen 1:0-Sieg im Heimspiel gegen den FC Bayern München.

#### Zenit Sankt Petersburg (2009–2012)

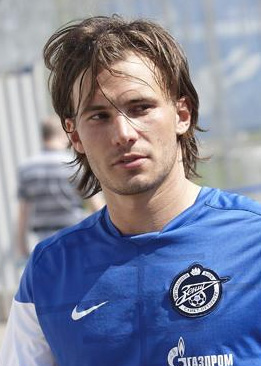
Huszti im Trikot von Zenit Sankt Petersburg (2010)

Am 1. Februar 2009 wechselte Huszti zu Zenit Sankt Petersburg. Am 18. Februar 2009 gab er sein Debüt für den russischen Verein beim UEFA-Cup-Spiel gegen den VfB Stuttgart und schoss in der 2. Minute sein erstes Tor. In der Saison 2010 gewann er mit dem Verein die russische Meisterschaft.

#### Rückkehr zu Hannover 96 (2012–2014)
Im Juli 2012 kehrte Huszti zu seinem alten Verein Hannover 96 zurück. Er unterschrieb einen Dreijahresvertrag bis zum 30. Juni 2015 und erhielt im Kader von Trainer Mirko Slomka die Rückennummer 10. In seinem zweiten Bundesliga-Spiel bereitete Huszti beim 4:0-Sieg gegen den VfL Wolfsburg alle Treffer vor und wurde anschließend zum „Spieler des Spieltags“ gewählt.
Auch im folgenden Bundesligaspiel gegen Werder Bremen war er an allen Toren seines Vereins beteiligt, indem er zwei Tore erzielte und ein weiteres vorbereitete. Nach seinem 3:2-Siegtreffer in der Nachspielzeit bekam er einen der kuriosesten Platzverweise der Bundesligageschichte: Weil er sein Trikot auszog und gleichzeitig an den Zaun des Fanblocks kletterte, zeigte ihm Schiedsrichter Aytekin die Gelb-Rote Karte. Wie in der Vorwoche wurde Huszti zum „Spieler des Spieltags“ gewählt. Der Widerspruch von 96 gegen die Gelb-Rote Karte wurde vom DFB-Schiedsgericht abgewiesen, daher war er am 4. Spieltag gesperrt. Am 5. Spieltag war Huszti an drei von vier 96-Treffern beteiligt und wurde so zum Top-Scorer (3 Tore, 7 Vorlagen) der Liga; zudem wurde er wiederum zum „Spieler des Spieltags“ gewählt.
Huszti zog sich am 23. Februar 2013 beim 5:1-Sieg gegen den Hamburger SV einen Muskelfaserriss bei einem Strafstoß zu und fehlte bis Saisonende. Obwohl er dadurch nur 21 Spiele absolvieren konnte, belegte er den neunten Platz in der Scorertabelle der Bundesliga mit 18 Scorer-Punkten (neun Tore, neun Vorlagen).

#### Changchun Yatai (2014–2015)
Im Juli 2014 wechselte Huszti zum chinesischen Verein Changchun Yatai. In seiner ersten Saison für Changchun erzielte er in 14 Spielen drei Tore und bereitete fünf weitere vor.

#### Intermezzos bei Eintracht Frankfurt und erneut Changchun Yatai (2016–2017)
Am 30. Dezember 2015 bestätigte Eintracht Frankfurt die Verpflichtung Husztis. Huszti unterschrieb einen Eineinhalbjahresvertrag bis zum 30. Juni 2017. Dieser wurde Anfang des Jahres 2017 aufgelöst, nachdem Huszti ein lukratives Angebot von seinem Ex-Klub Changchun Yatai unterbreitet worden war, sodass er dieses annehmen konnte. Huszti erzielte zwar insgesamt nur drei Tore für die Eintracht, dafür allerdings relativ wichtige, unter anderem das zwischenzeitliche 1:1 beim 2:2 gegen den FC Bayern im Oktober 2016. In diesem Spiel flog er zudem in der 65. Minute nach einer Unsportlichkeit mit einer Gelb-Roten Karte vom Platz.

#### Rückkehr nach Ungarn und Karriereende (2018–2020)
Nach dem einjährigen Gastspiel bei Changchun Yatai gab der ungarische Erstligist Videoton FC am 11. Januar 2018 Husztis Verpflichtung bekannt. Dort konnte er am Ende der Saison die ungarische Meisterschaft feiern.
Nachdem er in der Folgesaison (2018/19) bei 27 Liga-Einsätzen neun Tore vorbereitete und fünf selbst erzielte und überdies mit dem Vidi FC (neuer Name ab Juli 2018) Pokalsieger wurde (2:1 im Endspiel gegen Honvéd Budapest), zog er sich im Herbst 2019 eine schwere Knieverletzung zu und fiel für den Rest der Spielzeit 2019/20 aus. Daraufhin verkündete Huszti Ende Juni 2020 im Alter von 37 Jahren das Ende seiner Fußballlaufbahn.

### Nationalmannschaft
Huszti debütierte in der Nationalmannschaft unter dem damaligen Trainer Lothar Matthäus am 25. April 2004 gegen Japan, das Ungarn mit 3:2 gewann. Mit einem verwandelten Elfmeter in der letzten Minute erzielte er den Siegtreffer für Ungarn.
Während der EM-Qualifikation kam es im Trainingslager zu einer Auseinandersetzung mit dem Trainer Péter Várhidi. Huszti verließ das Trainingslager und wurde daraufhin von der ungarischen Nationalmannschaft bis zum Jahresende 2007 suspendiert. Der Grund dieser Auseinandersetzung war, dass er vorerst nicht mehr Stammspieler war. Er kehrte jedoch sofort nach dem Jahreswechsel in den Kader für das Freundschaftsspiel am 6. Februar 2008 gegen die Slowakei zurück und spielte von Anfang an.
Am 9. September 2010 erklärte er seinen Rücktritt aus der Nationalmannschaft. Nach dem Euro 2012-Qualifikationsspiel gegen die Republik Moldau erschien ein offener Brief von ihm, in dem er seinen Rücktritt begründete. Darin erklärte er u. a., er wolle sich zukünftig noch mehr auf seine Vereinskarriere konzentrieren, und ebenso, dass ihm die Atmosphäre in der Mannschaft nicht gefalle.

## Erfolge
Ferencváros TC
- Ungarischer Pokalsieger: 2003
- Ungarischer Meister: 2004

Zenit Sankt Petersburg
- Russischer Meister: 2010
- Russischer Superpokalsieger: 2011

Videoton FC/Vidi FC/Fehérvár FC
- Ungarischer Meister: 2018
- Ungarischer Pokalsieger: 2019

## Auszeichnungen
- Ungarns Fußballer des Jahres: 2006, 2013

## Privates
Seine Familie väterlicherseits stammt aus der Stadt Huszt, die bis 1919 dem Königreich Ungarn und heute der Ukraine angehört. Seit 2002 ist Huszti mit seiner Frau Virag zusammen und seit 2009 verheiratet. Am 3. September 2013 kam ihre gemeinsame Tochter in Budapest zur Welt.
Huszti leidet unter Flugangst.